# Афанасіос Фокас
Афанасіос Спирідон Фокас (грец. Αθανάσιος Σπυρίδων Φωκάς, англ. Athanassios Spyridon Fokas, нар. 30 червня 1952 — сучасний грецький, американський і британський математик. Його ім'я (в тому числі) отримало «Рівняння Калоджеро — Дегасперіса — Фокаса» (Calogero-Degasperis-Fokas equation).
Афанасіос Фокас народився в 1952 році в місті Аргостоліон грецького острова Кефалінія, в сім'ї Спирідона Фокаса і Анастасії Лаггусі. Його старший брат, Герасим (1951—2015), незадовго до своєї смерті, на декілька місяців, став митрополитом Кефалінії.
Фокас отримав ступінь бакалавра в авіаційній інженерії в Імперському коледжі Лондона в 1975 році і доктора (PhD) в прикладній математиці в Каліфорнійському технологічному інституті (Caltech) в 1979 році.